# Les Concerts de poche
Les Concerts de poche est une association reconnue d'utilité publique, créée en 2002 et dirigée par la pianiste Gisèle Magnan. Elle se définit comme un « outil culturel de lien social » et travaille à l’accessibilité et à l’appropriation des musiques dites « savantes », la musique classique, le jazz et l’opéra. Elle intervient dans toute la France.

## Historique
L’association Les Concerts de poche est créée en 2002 par la pianiste Gisèle Magnan, accompagnée par le compositeur claveciniste Pierre-Alain Braye-Weppe, alors âgé de 20 ans. La concertiste souhaite combler le fossé qui se creuse entre la musique classique et le grand public. Elle veut rendre cet art accessible à tous et faire tomber les a priori.
Au départ entièrement bénévole, l’association se professionnalise et démarre véritablement ses activités en 2005. Lancée en Seine-et-Marne, l’activité de l’association s’étend rapidement à l’Ile-de-France, l’Est, le Nord… Elle couvre désormais plus de 260 communes par an, à travers toute la France. 
L’association est reconnue d’utilité publique depuis juin 2015, labellisée « La France s’engage », agréée et soutenue par le ministère de l’Éducation nationale,, soutenue par le ministère de la Ville, de la Jeunesse et des Sports, le ministère de la Culture et le ministère de l’Agriculture.

## Activité
L’association a développé une double activité autour de la musique classique, du jazz et de l’opéra : elle organise des ateliers musicaux auprès de publics éloignés des musiques dites « savantes », suivis de concerts tout public. Elle intervient là où ces musiques sont généralement absentes, dans les campagnes et les quartiers. 

### Les ateliers
Les ateliers sont destinés aux jeunes, aux adultes en difficulté sociale et isolés, aux personnes en situation de handicap, aux personnes âgées…. Basés sur la création et l’improvisation, ils sont animés par les concertistes, par un duo comédien-musicien ou par un chef de chœur. Ils développent le goût de la création artistique, tout en donnant des clés de compréhension du concert. Des ateliers d’écriture et de chant choral organisés pendant plusieurs mois permettent à des néophytes de tous âges et de tous horizons de monter sur scène pour chanter, accompagnés par les musiciens, en ouverture  du concert.

### Les concerts
Les concerts sont donnés par des artistes de renommée internationale et par de jeunes talents. Ils se déroulent dans des salles de proximité (salles des fêtes, maisons de quartier…) et s’achèvent par un verre de l’amitié, qui permet la rencontre entre le public et les artistes.

## Mission sociale
L’association Les Concerts de poche est un outil de lien social. Elle crée une mixité sociale et générationnelle  en permettant à des publics très éloignés de la musique de s’approprier de nouveaux répertoires, de fréquenter les concerts aux côtés de mélomanes et découvrir de nouvelles pratiques artistiques. Le travail en atelier apporte bien-être et confiance en soi aux participants. Il leur donne également envie de s’investir dans de nouvelles activités culturelles et facilite leur parcours d’insertion sociale et professionnelle. 

## Chiffres
En 2005, l’association Les Concerts de poche organise sa première saison avec 21 ateliers et 8 concerts en Seine-et-Marne et dans le Val-de-Marne. En 2017, elle réalise 1500 ateliers et 97 concerts, touchant 41 000 personnes. 
Durant ses 10 premières années d'activité, de 2005 à 2015, l’association Les Concerts de poche a organisé 5 000 ateliers et 500 concerts et représentations d’opéra, pour un total de 200 000 participants aux ateliers et spectateurs.

## Artistes
Des artistes de renom s’associent à la démarche: Caroline Casadesus (soprano), Philippe Cassard (piano), Gérard Caussé (alto), Thibaut Cauvin (guitare), Michel Dalberto (piano), Henri Demarquette (violoncelle), Karine Deshayes (soprano), Natalie Dessay (soprano), Augustin Dumay (violon), Thomas Enhco (piano), Till Fellner (piano), Jonathan Fournel (piano), Philippe Graffin (violon), Joël Grare (percussions), David Grimal (violon), Andrea Hill (soprano), Gary Hoffman (violoncelle), Wolfgang Holzmair (baryton), Adam Laloum (piano), Romain Leleu (trompette), Thomas Leleu (tuba), Didier Lockwood (violon), Felicity Lott (soprano), Jean-Marc Luisada (piano), Arnaud Marzorati (baryton), Pascal Moraguès (clarinette), Bogdan Nesterenko (accordéon), Jérôme Pernoo (violoncelle), Michel Portal (clarinette), Nemanja Radulovic (violon), Emmanuel Rossfelder (guitare), Vassilena Serafimova (percussions), Victor Villena (accordéon), David Walter (hautbois), Jean-François Zygel (piano), le Quatuor Ebène (cordes), le Quatuor Modigliani (cordes), le Quintette Moraguès (vents)… 
Brigitte Engerer (piano) et Gustav Léonhardt (clavecin) ont également participé aux Concerts de poche, avant leur disparition.